# 波羅的團結日
波羅的團結日是立陶宛、拉脫維亞（包括海外的立陶宛、拉脫維亞社群）共同在每年9月22日慶祝的紀念日。2000年，立陶宛國會及拉脫維亞國會都正式承認這個節日，以紀念1236年的蘇勒戰役。在該次戰役中，異教徒薩莫吉西亞人與瑟米加利亞人聯手擊潰入侵者寶劍騎士團。
波羅的團結日當天，立陶宛與拉脫維亞各地都會舉辦紀念活動，而最主要的紀念活動則由各城市輪流舉辦。最近幾年舉辦波羅的團結日主要紀念活動的城市包括：羅基什基斯（2015年）、利耶帕亞（2016年）、帕蘭加（2017年）、葉爾加瓦（2018年）。2017年時更設立了「波羅的獎」，頒發給對於促進立陶宛與拉脫維亞語言、文學和歷史研究有所貢獻者；隔年（2018年），立陶宛裔拉脫維亞歷史學家萊姆特·巴羅德成為波羅的獎首位得主。